# Lynne Thigpen
Lynne Thigpen est une actrice américaine, née le 22 décembre 1948 à Joliet (Illinois) et morte le 12 mars 2003 à Los Angeles (Californie).
Elle est notamment connue dans le rôle de la DJ de radio dans Les Guerriers de la nuit.

## Biographie
Elle est décédée d'une hémorragie cérébrale.

## Filmographie
- 1973 : Godspell de David Greene : Lynne
- 1979 : Les Guerriers de la nuit (The Warriors) : Radio deejay
- 1979 : When Hell Freezes Over, I'll Skate (téléfilm)
- 1981 : Amazing Graces
- 1982 : Freedom to Speak (feuilleton télévisé) : Sojourner Truth / Barbara Jordan
- 1982 : Working (téléfilm) : Telephone Operator
- 1982 : Toosie : Jo
- 1981 : Love, Sidney (série télévisée) : Nancy (1982-1983)
- 1983 : The Files on Jill Hatch (téléfilm) : Louisa
- 1983 : The News Is the News (série télévisée)
- 1970 : La Force du destin ("All My Children") (série télévisée) : Flora Baxter (1983) / Grace "Aunt Grace" Keefer (1993-2000)
- 1984 : Les Rues de feu (Streets of Fire) de Walter Hill : Subway motorwoman
- 1985 : The Recovery Room (téléfilm) : Gail
- 1985 : Les Murs de verre (Walls of Glass) : Woman Cop
- 1986 : Rockabye (téléfilm) : Rica Towne
- 1986 : Sweet Liberty d'Alan Alda : Claire
- 1987 : La Joyeuse Revenante (Hello Again) : Reporter #2
- 1988 : À bout de course (Running on Empty) : Contact at Eldridge St.
- 1989 : L'Incroyable Défi (Lean on Me) : Leonna Barrett
- 1989 : FM (série télévisée) : Naomi Sayers
- 1989 : Private Affairs (téléfilm) : Mrs. Meeks
- 1989 : Fear Stalk (téléfilm) : Barbara
- 1990 : Double Jeu (Impulse) : Dr. Gardner
- 1991 : Separate But Equal (téléfilm) : Ruth Alice Stovall
- 1991 : Where in the World is Carmen Sandiego? (série télévisée) : The Chief
- 1992 : Article 99 : Nurse White
- 1992 : Bob Roberts : Kelly Noble
- 1983 : Amoureusement vôtre ("Loving") (série télévisée) : Judge Hale (1992)
- 1993 : Naked in New York : Helen
- 1994 : Le Journal (The Paper) : Janet
- 1994 : Blankman : Grandma Walker
- 1995 : Juste Cause (Just Cause) : Ida Conklin
- 1995 : Cagney & Lacey: The View Through the Glass Ceiling (téléfilm) : Capt. Gigi Cardenas
- 1996 : Where in Time Is Carmen Sandiego? (série télévisée) : The Chief
- 1996 : The Boys Next Door (en) (téléfilm) : Mrs. Tracy
- 1996 : L'Homme qui nous a trahies (A Mother's Instinct) (téléfilm) : 'Mike' Wheelwright
- 1996 : Pretty Poison (téléfilm) : Jane Azenauer
- 1997 : Tibère et la Maison bleue ("Bear in the Big Blue House") (série télévisée) : Luna (1997-2003) (voix)
- 1998 : Chance of a Lifetime (téléfilm) : Ms. Wood
- 1999 : L'Amour égaré (Night Ride Home) (téléfilm) : Fran
- 1999 : L'Ombre d'un soupçon (Random Hearts) : Phyllis Bonaparte
- 1999 : Révélations (The Insider) : Mrs. Williams
- 1999 : L'Homme bicentenaire (Bicentennial Man) : President Marjorie Bota
- 2000 : Cabale médiatique (en) (An American Daughter) (téléfilm) : Dr. Judith B. Kaufman
- 2000 : Shaft : Carla Howard
- 2001 : Novocaïne (Novocaine) : Pat
- 2003 : Self Control (Anger Management) : Judge Brenda Daniels
- 2000 - 2003 : Washington Police : Ella Farmer

## Distinctions
- Tony Awards 1997 : meilleure actrice dans un second rôle dans une pièce pour An American Daughter